# Al-Kutub al-arbaʿa
al-Kutub al-arbaʿa (arabisch الكتب الأربعة, DMG al-kutub al-arbaʿa ‚die vier Bücher‘) sind die vier kanonischen (normativen) Hadith-Sammlungen der Zwölferschiiten. Sie enthalten neben den Worten und Taten des Propheten Mohammed auch jene der schiitischen Imame, wobei sich die meisten Überlieferungen auf den fünften und den sechsten Imam beziehen. Ein weiterer wichtiger Unterschied zu den sunnitischen Hadithen besteht darin, dass von den Schiiten nicht alle Prophetengefährten akzeptiert werden und sie im Gegensatz zu den Sunniten auch die sieben weiteren der zwölf Imame nach Hussein mit einbeziehen.
Bei den vier Sammlungen handelt es sich um folgende Werke:
- Al-Kafi (arabisch الكافي, DMG al-Kāfī ‚das Genügende‘) von Muhammad ibn Yaqub al-Kulaini, gest. 940/41
- Man la yahduruhu l-faqih (arabisch من لا يحضره الفقيه, DMG Man lā yaḥḍuruhu l-faqīh ‚Wer keinen Rechtsgelehrten in seiner Nähe hat‘) von Muhammad ibn Ali ibn Babuya al-Qummi as-Saduq (auch Ibn Bābawaih), gest. 991
- Al-Istibsar fi-ma chtulifa fihi min al-achbar (arabisch الاستبصار فيما اختلف فيه من الأخبار, DMG al-istibṣār fīmā ḫtulifa fīhi min al-aḫbār ‚Die Betrachtung der umstrittenen Überlieferungen‘) sowie
- Tahdhib al-Ahkam (arabisch تهذيب الأحكام, DMG Tahḏīb al-aḥkām ‚die Revision der Bestimmungen‘) von Muhammad ibn al-Hasan at-Tusi, gest. 1067.